# マルティヌス・スクリブレルス回顧録
『マルティヌス・スクリブレルス回顧録』（Memoirs of Martinus Scriblerus）は、未完の風刺文学作品で、スクリブレルス・クラブの会員によるものとされているが、主にジョン・アーバスノットによって書かれた。
完成した唯一の巻は、1741年にアレクサンダー・ポープの「作品」の一部として出版された。「マルティヌス・スクリブレルス」はポープの偽名であり、これは後にジョージ・クラブの偽名としても使われた。
| スタブアイコン | サブスタブ | この項目は、まだ閲覧者の調べものの参照としては役立たない、文学に関連した書きかけの項目です。この項目を加筆・訂正などしてくださる協力者を求めています（P:文学、PJ:ライトノベル）。項目が小説家・作家の場合には{Writer-substub}を、文学作品以外の本・雑誌の場合には{Book-substub}を貼り付けてください。 |